# Серцевий щит

Приклад серцевого щита: Жовто-червоний сімейний герб Ліхтенштейну в княжому гербі Ліхтенштейну

У геральдиці серцевий щит -  малий щит, розміщений посередині четвертованого або багатопольового герба або центрального щита.
Часто на цьому щиті зображений герб роду, родини або клану.

## Вебпосилання
- Herzschild in www.welt-der-wappen.de